# Carl Helsted
Carl Adolph Helsted, född den 4 januari 1818 i Köpenhamn, död där den 7 juni 1904, var en dansk tonsättare, bror till Edvard Helsted, far till Gustav Helsted, syssling till Axel Helsted.
Helsted blev 1837 flöjtist i Det Kongelige Kapel, studerade 1840–1842 sångkonsten för Garcia samt blev efter hemkomsten en anlitad sånglärare, 1867 sånglärare vid konservatoriet, 1869 konsertmästare i kungliga kapellet och 1884 pensionerad med professors titel. År 1890 blev han meddirektör vid konservatoriet. Han komponerade sånger, en pianokvartett, en stråkkvartett, två symfonier, Heibergs Liden Kirsten, för solo, kör och orkester med mera.

## Utmärkelser
- Dannebrogorden,  1866[2]
- Dannebrogsmännens hederstecken,  1893[2]

[Redigera Wikidata]